# Bop-Be
Bop-Be från 1978 är det sista albumet på skivbolaget Impulse! med Keith Jarretts ”American Quartet”. Albumet spelades i oktober 1976 i Generation Sound Studios, New York.

## Låtlista
1. Mushi Mushi (Dewey Redman) – 6:03
2. Silence (Charlie Haden) – 3:16
3. Bop-Be (Keith Jarrett) – 6:59
4. Pyramids Moving (Dewey Redman) – 3:41
5. Gotta Get Some Sleep (Dewey Redman) – 10:35
6. Blackberry Winter (Loonis McGlohon/Alec Wilder) – 3:38
7. Pocket Full of Cherry (Charlie Haden) – 5:17

## Medverkande
- Keith Jarrett – piano, sopransaxofon, slagverk
- Dewey Redman – tenorsaxofon
- Charlie Haden – bas
- Paul Motian – trummor, slagverk